# شعبة العامر
شعبة العامر بلدية بدائرة يسر ولاية بومرداس، وهي بلدية تعدادها السكاني 33459 مواطن.

## الوديان
يتضمن إقليم هذه البلدية العديد من الوديان منها:
- وادي الجمعة

## الملاعب
يضم إقليم هذه البلدية العديد من ملاعب كرة القدم، منها:
1. ملعب شعبة العامر (الإحداثيات: 36°38′05″N 3°41′55″E / 36.6345941°N 3.6986648°E)

## مواضيع ذات صلة
- بلديات ولاية بومرداس
- دوائر ولاية بومرداس